# ウンビヘキシウム
ウンビヘキシウム (羅: Unbihexium) は、原子番号126にあたる未発見の超重元素に付けられた一時的な仮名（元素の系統名）である。この名称と記号はそれぞれ系統的なIUPAC名の記号であり、元素が発見され、確認され、恒久的な名前が決定されるまで使われる。周期表において、ウンビヘキシウムはgブロックの超アクチノイドと予想され、第8周期の8番目の元素であると考えられる。ウンビヘキシウムは、特に超重元素の特性を対象とした初期の予測で核物理学者たちの注目を浴びた。126という数字は、安定の島の中心近くにある陽子の魔法数とされ、特に310Ubhや354Ubhでは中性子も魔法数を持つ可能性があるため、より長い半減期を示す可能性がある。
高い安定性を持つ可能性から初期の関心を集め、1971年にウンビヘキシウムの最初の合成が試みられ、その後の数年間で天然物質中での存在を探索する研究が行われた。いくつかの報告があるものの、最近の研究ではこれらの実験は感度不足であった可能性が指摘されており、天然または人工的なウンビヘキシウムは発見されていない。ウンビヘキシウムの安定性に関する予測は、異なるモデルによって大きく異なる結果が示されている。一部の予測では、安定の島はコペルニシウムやフレロビウムに近い、より低い原子番号に存在する可能性があるとされている。
ウンビヘキシウムは化学的に活性のある超アクチノイドと考えられており、+1から+8までのさまざまな酸化数を示し、プルトニウムの同族元素であると予測されている。また、5g、6f、7d、および8p軌道のエネルギーレベルが重なることも予想されており、この元素の化学的特性の予測が複雑になっている。

## 歴史

### 合成の試み
ウンビヘキシウムの合成を試みた最初で唯一の試みは、1971年にCERN（欧州原子核研究機構）でフランスのRené Bimbotと、John M. Alexanderによって行われたが成功しなかった。彼らは熱核反応を使用して次のような反応を試みた。
{\displaystyle \,_{90}^{232}\mathrm {Th} +\,_{36}^{84}\mathrm {Kr} \to \,_{126}^{316}\mathrm {Ubh} ^{*}\to \ no\ atoms}
高エネルギー（13-15 MeV）のアルファ粒子が観測され、ウンビヘキシウムの合成の可能な証拠として考えられた。感度の高い後続の試みでは、この実験の10mbの感度は低すぎたとされ、この反応でウンビヘキシウム核が形成される可能性は非常に低いとされた。

### 自然界での存在可能性
1976年に、アメリカの複数の大学の研究者グループによる研究では、超重元素、主にリバモリウム、ウンビクアジウム、ウンビヘキシウム、およびウンビセプチウムが、半減期が5億年を超えると考えられたことから、鉱物中での説明されない放射線損傷、特に多色性ハロー (en:Pleochroic halo) の原因となる可能性を提案した。これにより、1976年から1983年まで多くの研究者が自然界でこれらの元素を探索するようになった。カリフォルニア大学デービス校の教授であるTom Cahillを指導者とするグループは1976年に、観測された損傷の原因となるエネルギーを持ったアルファ粒子とX線を検出したと主張し、これらの元素、特にウンビヘキシウムの存在を支持した。しかし、他の研究者の結果からはこれらの元素は検出されず、天然超重核の提案された特性に疑問を呈した。特に、安定性の増加に必要な魔法数 N = 228 がウンビヘキシウムでは中性子が過剰となる核を作り出すため、ベータ安定でない可能性があると指摘された一方、354Ubhがベータ崩壊に対して実際に安定であるといういくつかの計算も存在する。また、天然のセリウムにおける核変換によって引き起こされた可能性も提唱され、超重元素の観測に対してさらなる曖昧さを生じさせた。
ウンビヘキシウムは安定の島に位置すると推定されたことから、他の超重元素に比べてその存在量が多い可能性があり、これらの調査では特に注目されていた。自然界で存在するウンビヘキシウムは、化学的にはプルトニウムと類似しており、希土類鉱物であるバストネサイト中にある天然の244Puと共存する可能性があると考えられていた。特に、プルトニウムとウンビヘキシウムは類似した電子配置を持つと予測されており、ウンビヘキシウムは+4の酸化数で存在することが考えられる。したがって、ウンビヘキシウムが自然界に存在する場合、セリウムやプルトニウムの濃縮に使用されるような類似の技術を用いて抽出することが可能かもしれない。同様に、ウンビヘキシウムはモナズ石中に他のランタノイドやアクチノイドと共に存在する可能性もあると考えられていた。ただし、最近の研究では天然の244Puの存在に対する疑義が投げかけられており、バストネサイト中にプルトニウムが存在しない（またはほとんど存在しない）ことが、より重い同族体であるウンビヘキシウムの同定を妨げる可能性がある。
現在の地球上に天然の超重元素がどの程度存在する可能性があるかは不明である。過去に放射線損傷の原因となったことが確認されたとしても、それらは現在では微量にまで崩壊しているか、完全に崩壊した可能性がある。 また、このような超重核が自然界で生成される可能性自体も不確かである。重元素を形成するr過程はウンビヘキシウムなどの元素が形成される前に、質量数270から290の間で自発核分裂によって重元素形成を終了すると予想されている。
最近の仮説ではプシビルスキ星のスペクトルを、天然に存在するフレロビウム、ウンビニリウム、およびウンビヘキシウムの存在によって説明しようと試みている。

### 命名
1979年のIUPAC（国際純正・応用化学連合）の系統名に従えば、元素は発見され、その発見が確認され、恒久的な名前が選ばれるまで、「ウンビヘキシウム」（記号「Ubh」）という仮の名前で呼ばれる。 この勧告は、化学の授業から高度な教科書まで化学界全体で広く使用されているが、超重元素に理論的または実験的に取り組んでいる科学者たちの間ではほとんど無視されている。英語圏では「element 126」と呼んでおり、記号としてはE126、(126)、または126を使用している。 一部の研究者は、ウンビヘキシウムを「エカ・プルトニウム」とも呼んでいる。この名称はドミトリ・メンデレーエフが未知の元素を予測するために使用した方法に由来しているが、他の同族元素が知られていないgブロック元素では、この推測はうまくいかない可能性がある。また、この用語がプルトニウム直下の元素を意味する場合、エカ・プルトニウムは代わりに146番元素または148番元素を指す場合もある。

## 将来の合成の展望
メンデレビウム以降の全ての元素は、核融合-蒸発反応によって(蒸発残留核として)生成され、最も重い既知の元素であるオガネソンが2002年に発見され頂点に達した。そして最近では2010年にテネシンが合成された。 これらの反応は現在の技術の限界に近づいており、例えば、テネシンの合成には22ミリグラムの249Bkと強い48Caビームが6ヶ月間必要であった。超重元素研究におけるビームの強度は、ターゲットと検出器を損傷させないために秒間1012個を超えることはできず、さらに希少で不安定なアクチノイドターゲットの大量生産は現実的ではない。
したがって、将来の実験は、ドゥブナ合同原子核研究所（JINR）の超重元素工場（SHE-factory）や、理化学研究所などの施設で行われる必要がある。これらは他の設備では実現が難しい、より長期間の実験が可能かつ高い検出能力を持つためである。 しかし、予測される半減期の短さや、予測される反応断面積（核反応を起こす割合を表す尺度）の低さから、ウンビニリウム（120）やウンビウニウム（121）を超える元素を合成することは大いなる挑戦となるだろう。
ウンビヘキシウムへ到達するためには、核融合-蒸発反応は実現が不可能であると示唆されている。なぜなら、原子番号が118番または119番より大きい元素の合成には48Caを使用することはできず、唯一の選択肢は発射体（ビーム）の原子番号を増やすか、あるいは、対称または近似対称の反応を研究することである。ある計算では、249Cfと64Niからウンビヘキシウムを生成する断面積は、検出限界よりも9桁低い可能性があると示唆されている。このような結果は、より重い発射体との反応でウンビニリウムやウンビビウムが観察されなかったことや、実験における断面積の限界によっても示唆されている。 もしZ = 126が閉じた陽子殻を示す場合、複合核はより高い生存確率を持ち、64Niの使用は122 < Z < 126を持つ核、特にN = 184近くの閉殻に近い複合核の生成が実現可能であるかもしれない。 ただし、断面積は依然として1 fbを超えない可能性があり、より感度の高い装置が必要となる障害が存在する。

## 予測される特性
陽子数126は魔法数にあたり、ウンビヘキシウムは比較的長い半減期を持つ可能性が高い。理論的な計算ではさらに中性子数184も魔法数と推定されていて、これに該当するうえ核図表で核種列の延長線上に位置する 310Ubh は、安定の島に属し少なくとも数分以上（特に楽観的な意見では百万年）の寿命が期待されている。
化学的性質についてはフッ化物が安定すると見られ、サイモンフレーザー大学のGulzari L. Malliによる結合解離エネルギーの推測値は約7.5eV（=約722kJ/mol）とかなり高く、一フッ化ウンビヘキシウム (UbhF) が存在しうる。

### 核の安定性と同位体

日本原子力研究開発機構が使用したこの図では、Z = 149およびN = 256までの原子核の崩壊モードを予測している。Z = 126（右上）では、ベータ安定線が、自発核分裂を起こす不安定な領域（半減期が1ナノ秒未満）を通り、N = 228の閉殻付近に広がる安定の「岬」にまで至る。そこには、二重魔法核種^{354}Ubhを中心とした安定の島が存在するかもしれない。

この図は殻模型におけるエネルギーギャップを描いている。エネルギーギャップは、次のエネルギーレベルに到達するためにより多くのエネルギーが必要となる時、特に安定した配置の時に生じる。陽子において、Z = 82でのエネルギーギャップは鉛の安定性のピークに対応する。Z = 114とZ = 120の魔法数は意見が分かれているが、Z = 126でエネルギーギャップが現れるため、ウンビヘキシウムに陽子の閉殻がある可能性が示唆されている。

殻模型の拡張により、Z = 82およびN = 126（208Pb、最も重い安定核）の後に続く次の魔法数は、Z = 126およびN = 184であり、310Ubhが二重魔法数を持つ次の候補となる。これらの推測により、1957年以来、ウンビヘキシウムの安定性に関心が寄せられた。ガートルード・シャーフ・ゴールドハーバー (en:Gertrude Scharff Goldhaber) は、ウンビヘキシウムを中心とした周辺領域の安定性がおそらく増す、と予測した最初の物理学者の一人であった。このような長寿命の超重元素からなる「安定の島」という概念は、1960年代にカリフォルニア大学の教授であるグレン・シーボーグによって広められた。
周期表のこの領域では、N = 184およびN = 228が中性子の閉殻として提案されている。また、Z = 126を含むさまざまな原子番号が陽子の閉殻として提案されている。しかし、ウンビヘキシウムの領域における安定化効果の程度は不確定である。なぜなら、陽子殻の閉じ方が変動したり弱まったりし、二重魔法性が失われる可能性があるからである。より最近の研究では、安定の島は代わりにベータ安定性を持つコペルニシウム（291Cnおよび293Cn）またはフレロビウム（Z = 114）を中心に存在していると予測されている。その場合、ウンビヘキシウムは安定の島よりもかなり上に位置し、殻模型に関係なく半減期が短くなる。
初期のモデルでは、310Ubh近辺に長寿命の核異性体が存在し、その半減期は数百万または数十億年のオーダーで自発核分裂に耐性を持つと考えられていた。 しかし、1970 年代にはさらに厳密な計算が行われ、矛盾した結果が得られた。現在では、安定の島は310Ubhの中心には存在していないと考えられており、この核種の安定性は高くない。むしろ、310Ubhは非常に中性子不足であり、マイクロ秒未満のアルファ崩壊と自発核分裂を起こしやすく、陽子ドリップライン (en:Proton drip line) またはそれより上に位置する可能性がある。2016年の計算によると、288–339Ubhの崩壊特性はこれらの予測を支持しており、313Ubhよりも軽い同位体（310Ubhを含む）はドリップラインを超えており陽子放出で崩壊する可能性がある。313–327Ubhはアルファ崩壊を起こしてフレロビウムとリバモリウムの同位体に至る可能性があり、より重い同位体は自発核分裂によって崩壊する。
この研究およびトンネル効果のモデルによれば、318Ubhより軽い同位体のアルファ崩壊の半減期はマイクロ秒未満であり、実験的に特定することは不可能とされている。したがって、合成および検出されるのは318–327Ubhの同位体であり、N ~ 198 付近で半減期が数秒に達するような核分裂に対する安定性が高い領域が存在する可能性があるが、このような安定性が高い領域は全く存在しないとするモデルもある。
非常に低い核分裂障壁（en:Fission barrier、超重元素におけるクーロン反発の大幅な増加によるもの）により、10−18秒のオーダーの核分裂半減期を持つ「不安定の海」が、さまざまなモデルで予測されている。半減期が1マイクロ秒以上の安定性の正確な限界は異なるものの、核分裂に対する安定性はN = 184およびN = 228の閉殻に強く依存し、閉殻を超えると安定性は急速に低下する。ただし、中間の同位体における核変形によって魔法数のシフトが引き起こされれば、このような効果は軽減されるかもしれない。同様の現象は変形した二重魔法核である270Hsでも観察された。このシフトによって、ベータ安定線上にある342Ubhなどの同位体は、数日間程度の長い半減期が生じる可能性がある。また、もうひとつの安定の島は、中性子がより多い354Ubhを中心として存在するかもしれない。球状の原子核と、ベータ安定線に近いN = 228同位体が安定性をもたらすためである。元々、354Ubhの自発核分裂における半減期は短い39ミリ秒が予測されていたが、この同位体に対する一部のアルファ崩壊の半減期は18年と予測されていた。最近の分析では、閉殻が強い安定化効果を持つことでこの同位体が安定の島の中心に位置し、半減期は数百年のオーダーになることが示唆されている。また、354Ubhが二重魔法数でない可能性もある。Z = 126原子殻の魔法性は比較的弱いか、一部の計算では完全に存在しないと予測されている。Z = 126による安定化効果があるともないとも言われていることから、ウンビヘキシウム同位体どうしの相対的な安定性は、中性子閉殻のみによってもたらされると考えられる。

### 化学的な特性
ウンビヘキシウムは超アクチノイドの6番目の元素であると予測されている。両元素とも、貴ガスの電子配置上に8つの価電子を持つため、プルトニウムと類似性があると予想されている。超アクチノイド系列では、7d、8p、特に5gおよび6f軌道のエネルギーレベルが重なり、構造原理が相対論効果によって崩れることが予想されている。そのため、これらの元素の化学的および原子的特性の予測は非常に困難である。 ウンビヘキシウムの基底状態の電子配置は、[Og] 5g2 6f2 7d1 8s2 8p1または[Og] 5g1 6f4 8s2 8p1と予測されており、これは構造原理に基づく[Og] 5g6 8s2とは対照的である。
他の初期の超アクチノイドと同様に、ウンビヘキシウムも化学反応で最大8個の価電子を放出し、+8までの様々な酸化数をとると予想されている +4の酸化数が最も一般的であり、+2と+6も存在すると予想されている。 ウンビヘキシウムは、四酸化物のUbhO4および、六ハロゲン化物のUbhF6とUbhCl6を形成すると考えられ、後者は比較的強い結合解離エネルギー（2.68 eV）を持っていると予測される。
計算によると、(異核)二原子分子のUbhF分子では、ウンビヘキシウムの5g軌道とフッ素の2p軌道との間に結合が形成されるため、ウンビヘキシウムは5g電子が活発に結合する元素であると言える。また、Ubh6+イオン（特にUbhF6中）とUbh7+イオンの電子配置は、それぞれ[Og] 5g2および[Og] 5g1であると予測されている。これはUbt4+およびUbq5+が、アクチノイドの同族元素として類似性を持つ[Og] 6f1の電子配置であるのとは対照的である。基底状態でg軌道に電子を持つ既知の元素は存在しないため、5g軌道電子の活性は予測が難しい新たな要因で、ウンビヘキシウムなど超アクチノイドの化学特性に影響を与える可能性がある。

## その他
宇宙規模では天然存在しうるとする説もあり、フィクションにも登場している。
新スーパーマン (en:Lois & Clark: The New Adventures of Superman) に登場する架空の元素「クリプトナイト」(en:Kryptonite) は、126番元素と設定されている。
アメリカのSF作家ルー・アントネッリ (en:Lou Antonelli) は、126番元素がテキサスの露天掘り鉱山で発見される短編『Silence is Golden』（2003年8月、Revolution Science Fiction）を発表している。